# Курайят
Курайят — небольшой рыбацкий городок в 83 км к юго-востоку от Маската, Оман, рядом с городами Сур, Диман я Таин и Амират.
Популярный пункт остановки на пути в Сур, Джубайль само по себе также является очень популярным местом для жителей Муската.
28 июня, 2018, В окрестностях Кураята установлен рекорд  самой высокой ежедневной «низкой» температуры: 42,6 градуса Цельсия.